# Hang-On
Hang-On ist ein Arcade-Rennspiel, das von AM2 entwickelt und 1985 von Sega veröffentlicht wurde. Der Spieler steuert ein Motorrad und fährt gegen die Zeit und andere computergesteuerte Gegner. In speziellen Versionen des Sega Master Systems ist das Spiel fest eingebaut.
In einer Darstellung mit Hilfe einer Third-Person-Perspektive fährt der Spieler auf einer Rennstrecke, die in kleinere Abschnitte unterteilt ist. Ein Countdown gibt die verbleibende Zeit des Spiels an. Nach Beendigung eines jeden Abschnittes werden einige Sekunden hinzugerechnet und das Spiel so verlängert.

## Arcade-Automat
Für das Spiel wurden zwei Arcade-Automaten-Designs benutzt. Ein Standardgehäuse, das jedoch, statt mit einem Joystick und Tasten mit einer Lenkstange und Bremsgriffen ausgestattet ist. Zusätzlich wurde eine Sit-down-Version (siehe Arcade-Automat) hergestellt, die in etwa einem realen Motorrad gleicht. Während der Bildschirm im Windschutz dieses Motorradnachbaus integriert ist, muss der Spieler jenes mit seinem Körpergewicht seitlich kippen um das Spiel zu steuern. Force Feedback gab es jedoch erst bei Out Run (1986).

### Grafik
Sowohl die Grafik als auch der Bildschirmaufbau und Spielablauf erinnern, trotz höherer Farbpalette, stark an den Klassiker Pole Position (1982). Es gibt allerdings fünf verschiedene Streckenabschnitte.

## Super Hang-On
1987 entwickelte Sega mit Super Hang-On einen Nachfolger. Die Arcade-Version wurde in den folgenden Jahren auf Amiga, Amstrad CPC, Atari ST, Commodore 64, MS-DOS, Sega Mega Drive und Sinclair ZX Spectrum portiert.
Zudem gibt es Hang-On Jr. (1985), Limited Edition Hang-On (1991) und ein Hang-On II für das SG 1000.